# Monika Zernicek

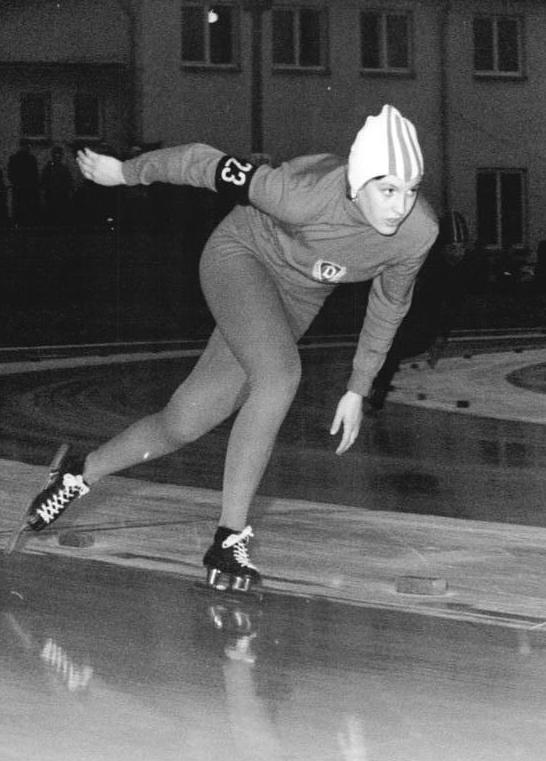
Monika Zernicek (1973)

Monika Zernicek, verheiratete Monika Büttner (* 18. Oktober 1954 in Ost-Berlin), ist eine ehemalige deutsche Eisschnellläuferin, welche einmal DDR-Meisterin wurde. Sie nahm 1976 für die Deutsche Demokratische Republik an den Olympischen Winterspielen teil und startete für den SC Dynamo Berlin.

## Karriere
Ihren ersten und einzigen DDR-Meistertitel gewann sie bei den DDR-Meisterschaften im Eisschnelllaufen 1974. Im Sprint-Mehrkampf, welcher in Karl-Marx-Stadt ausgetragen wurde, siegte sie vor Birgit Männel und Heike Lange. Zudem sicherte sie sich bei den DDR-Meisterschaften im Eisschnelllauf mindestens fünf Silbermedaillen und eine Bronzemedaille. Im Jahr 1976 wurde sie vom Nationalen Olympischen Komitee der DDR für die Olympischen Winterspiele 1976 in Innsbruck nominiert und startete dort über die 1000 Meter. Diesen Wettbewerb beendete sie auf dem 12. Platz.

## Familie
Sie ist mit dem deutschen Ringer und Olympiateilnehmer Harald Büttner verheiratet.